# Dub FX
Dub FX, eredeti neve Benjamin Stanford, (Melbourne, Ausztrália, 1983. június 11. –) egy világszerte fellépő utcai előadó.

Miután a Twitch nevű zenekarban zenélt és énekelt, szólókarrierbe kezdett és Európába költözött. Jellegzetessége a gazdag hangzású utcai élő zene, melyet egymaga hoz létre élő loop (live looping), loop station, effekt pedál és az énekhangja segítségével. Zeneszámai bonyolult hiphop, reggae és drum and bass ritmusokra épülnek.
Dub FX-et fellépéseire elkíséri menyasszonya Flower Fairy is, akivel Manchester-ben találkoztak először. Flower Fairy rendszerint a CD-ket árulja, miközben Dub FX fellép, de énekel Dub FX első stúdiólemezén, az Everythinks A Ripple albumon.
Az Everythinks A Ripple album két dalában zenél az utcai szaxofonista Mr. Woodnote, aki hasonló looping technikákat használ, mint Dub FX, csak szaxofon segítségével.
2010-ben Dub FX a melbourne-i producerrel, Sirius-szal készítette el a második albumát Dub FX and Sirius - A crossworlds címmel. Ezen az albumon nem használ beatboxot.
Szövegei a világban történő eseményekről és a jelenkori szorongásokról szólnak, és egyidejűleg az egyén forradalmára buzdít a determináció és társadalmi kötelezettségek ellen. Hangsúlyozza a fontos szociális kérdéseket, a "Society's Gates" tágan értelmezve Szókratész görög filozófus életéről szól.

## Diszkográfia
- 2007 - Live in the Street  Európai utcai előadásainak gyűjteménye.
- 2009 - Everythinks a Ripple Az első Dub FX stúdióalbum. A promóciós anyag szerint "minden hang az albumon Dub FX hangja alapján készült, Roland effectek és loop pedál segítségével."[5]
- 2010 - A Crossworlds Sirius-sal közösen kiadott album, 17 számot tartalmaz.[1][4]
- 2013 - Theory of Harmony
- 2016 - Thinking Clear